# تمربغ (سقز)
قرية تمربغ (بالكردية: تەمربەگ) هي إحدى القرى التابعة لـإمام في ريف قسم زيويه من مقاطعة سقز، في محافظة كردستان الإيرانية.

## السكان
حسب إحصاءات سنة 2006، بلغ إجمالي السكان في تمربغ 278 نسمة وعدد المساكن 54 مسكن. لغة سكان تمربغ هي اللغة الكردية و هم من أهل السنة والجماعة والمذهب الشافعي.